# Liste des évêques de Saint-Claude
Cette page dresse la liste des évêques de Saint-Claude.

Ornements communs des évêques

Le diocèse dont ils ont la charge est un suffragant de celui de Besançon, érigé en 1742, à la suite de la sécularisation de l'abbaye de Saint-Claude.
Il est redélimité, par la Constitution civile du clergé de 1790, pour correspondre au seul département du Jura, puis est supprimé en vertu du concordat de 1801, avant d'être rétabli par celui de 1817, effectif en 1823. 
Bien que le diocèse porte toujours le nom de Saint-Claude, l'évêché est installé, depuis 1930, à Lons-le-Saunier, chef-lieu du département du Jura.

## Les évêques
Quinze évêques se sont succédé à la tête du diocèse de Saint-Claude, depuis sa fondation en 1742, à savoir :
| Portrait  | Armoiries | Épiscopat | Titulaire | Notes |
| --------- | --- | --- | --- | --- |
|           | | 1742 à 1785 | Joseph Méallet de Fargues | est né le 26 juillet 1708 à Vitrac dans le Cantal, il est nommé premier évêque de Saint-Claude le 20 août 1741 et meurt dans sa charge le 17 mars 1785. |
|           | | 1785 à 1791 | Jean-Baptiste de Chabot | est né le 21 février 1740 à Marigny-Brizay dans la Vienne, il est nommé évêque de Saint-Claude le 17 avril 1785, il est chassé lors de la révolution et remplacé par François-Xavier Moïse évêque constitutionnel. Il sera nommé évêque de Mende le 11 avril 1802, il se résigne en décembre 1804 et meurt le 28 avril 1819. |
|           | | 1791 à 1801 | François-Xavier Moïse | Évêque constitutionnel |
| 1801-1823 | En raison de la suppression du diocèse, dissous dans celui de Besançon, par le Concordat de 1801, il n'y a pas d'évêque de Saint-Claude, jusqu'au rétablissement effectif du diocèse en 1823. | En raison de la suppression du diocèse, dissous dans celui de Besançon, par le Concordat de 1801, il n'y a pas d'évêque de Saint-Claude, jusqu'au rétablissement effectif du diocèse en 1823. | En raison de la suppression du diocèse, dissous dans celui de Besançon, par le Concordat de 1801, il n'y a pas d'évêque de Saint-Claude, jusqu'au rétablissement effectif du diocèse en 1823. | En raison de la suppression du diocèse, dissous dans celui de Besançon, par le Concordat de 1801, il n'y a pas d'évêque de Saint-Claude, jusqu'au rétablissement effectif du diocèse en 1823. |
|           | | 1823 à 1851 | Antoine Jacques de Chamon | né le 25 juillet 1767 à Bulgnéville en Lorraine, il est nommé évêque de Saint-Claude le 12 février 1823, et meurt le 28 mai 1851 dans sa charge. |
|           | | 1851 à 1858 | Jean-Pierre Mabile | est né le 20 septembre 1800 à Rurey dans le Doubs, il est nommé évêque de Saint-Claude le 30 juillet 1851, puis évêque de Versailles le 23 janvier 1858, il meurt dans sa charge le 7 mai 1877. |
|           | | 1858 à 1862 | Charles Jean Fillion | est né le 1er mai 1817 à Saint-Denis-d'Anjou dans la Mayenne, il est nommé évêque de Saint-Claude le 23 janvier 1858, puis évêque du Mans le 14 janvier 1862, il meurt dans sa charge le 28 juillet 1874. |
|           | | 1862 à 1880 | Louis-Anne Nogret | est né le 6 octobre 1798 à Josselin dans le Morbihan, il est nommé évêque de Saint-Claude le 25 janvier 1862, il se retire le 30 janvier 1880 et meurt le 8 janvier 1884 à Poligny dans le Jura. |
|           | | 1880 à 1898 | César-Joseph Marpot | est né le 7 novembre 1827 à Saint-Agnès dans le Jura, il est nommé le 7 février 1880 évêque de Saint-Claude, il meurt dans sa charge le 7 janvier 1898 à Saint-Claude. |
|           | | 1898 à 1925 | François-Alexandre Maillet | est né le 12 janvier 1854 à Bourges dans le Cher, il est nommé le 22 mars 1898 évêque de Saint-Claude, il meurt dans sa charge le 1er novembre 1925 à Saint-Claude. |
|           | | 1926 à 1948 | Irénée-Rambert Faure | est né le 11 décembre 1872 à Sorbiers dans la Loire, il est nommé le 12 mars 1926 évêque de Saint-Claude, il meurt dans sa charge le 27 mai 1948 à Vaux-sur-Poligny Jura. |
|           | | 1948 à 1975 | Claude-Constant Flusin | est né le 29 août 1911, à Fougerolles dans la Haute-Saône), est nommé le 31 août 1948 évêque de Saint-Claude, il se retire le 10 juin 1975 et meurt le 9 février 1979 à Vannoz dans le Jura), Il a été père conciliaire de Vatican II.                                                                                       |
|           | | 1975 à 1994 | Gilbert Duchêne | est né le 29 juillet 1919 à Moussey en Moselle, il est nommé évêque auxiliaire de Metz et évêque titulaire de Tela (de) le 18 septembre 1971, puis il devient évêque de Saint-Claude le 10 juin 1975. Il se retire le 1er décembre 1994 et meurt le 29 novembre 2009 à Moussey.                                              |
|           | | 1994 à 2004 | Yves Patenôtre | est né le 23 janvier 1940 à Troyes dans l’Aube, il est nommé évêque de Saint-Claude le 1er décembre 1994, nommé le 30 juillet 2004 archevêque de Sens et prélat de la Mission de France. |
|           | | 2005 à 2011 | Jean Legrez | est né le 29 mai 1948 à Paris, il est nommé évêque de Saint-Claude le 22 août 2005 puis nommé archevêque d'Albi le 2 février 2011. |
|           | | 2011 à 2019 | Vincent Jordy | est né le 20 janvier 1961 à Perpignan, il est nommé évêque auxiliaire de Strasbourg le 19 septembre 2008, il est évêque de Saint-Claude du 22 juillet 2011, jusqu'à sa nomination comme archevêque de Tours le 4 novembre 2019.                                                                                              |
|           | | depuis 2020 | Jean-Luc Garin | est né le 27 octobre 1969 à La Bassée, membre du Foyer de Charité de Courset, il est nommé évêque de Saint-Claude le 10 décembre 2020. |